# نيك هارت
نيك هارت هو لاعب كرة مضرب دومينيكاني، ولد في 20 سبتمبر 2000.

## وصلات خارجية
- نيك هارت على موقع رابطة محترفي التنس (الإنجليزية)
- نيك هارت على موقع الاتحاد الدولي لكرة المضرب (الإنجليزية)
- نيك هارت على موقع كأس ديفيز (الإنجليزية)
- نيك هارت على موقع خلاصة التنس.كوم (الإنجليزية)
- نيك هارت على موقع أوليمبيديا (الإنجليزية)